# Henri Lefebvre
Henri Lefebvre ([ɑ̃ʁi ləfɛvʁ]; 16. června 1901 Hagetmau – 29. června 1991 Navarrenx) byl francouzský marxisticky orientovaný filosof, sociolog a geograf. Proslul analýzami každodenního života a městského prostoru – vypracoval dokonce politický program žádající udělit „práva městu“, který ovlivnil urbanistické myšlení. Silně též ovlivnil revoltu francouzských studentů v květnu 1968. Roku 1958 byl vyloučen z Komunistické strany Francie za svou kritiku stalinismu. Řadu zejména raných prací napsal spolu s Norbertem Gutermanem.

### Česky
- 2022: Urbánní revoluce (La Révolution urbaine), Broken Books